# 스테핑 레벨
스테핑 레벨(stepping level)은 인텔과 같은 반도체 회사에서 마이크로프로세서 및 칩셋의 설계가 첫 설계부터 얼마나 변화가 있는지 구별하기 위하여 사용되는 명칭이다. B0와 같이 문자와 숫자의 조합으로 이루어진다. 일반적으로 첫 버전의 실리콘은 스테핑 A0부터 시작으로 한다. 설계가 변경되면서 더 나중 버전은 문자와 숫자가 바뀐 것으로 알 수 있다. A3와 같은 숫자의 변화는 작은 변화를 말하며 반면에 B2와 같은 문자의 변화는 더 커다란 변화를 의미한다. 마이크로프로세서의 버전이라 말할 수 있다.